# 엔시노 (로스앤젤레스)

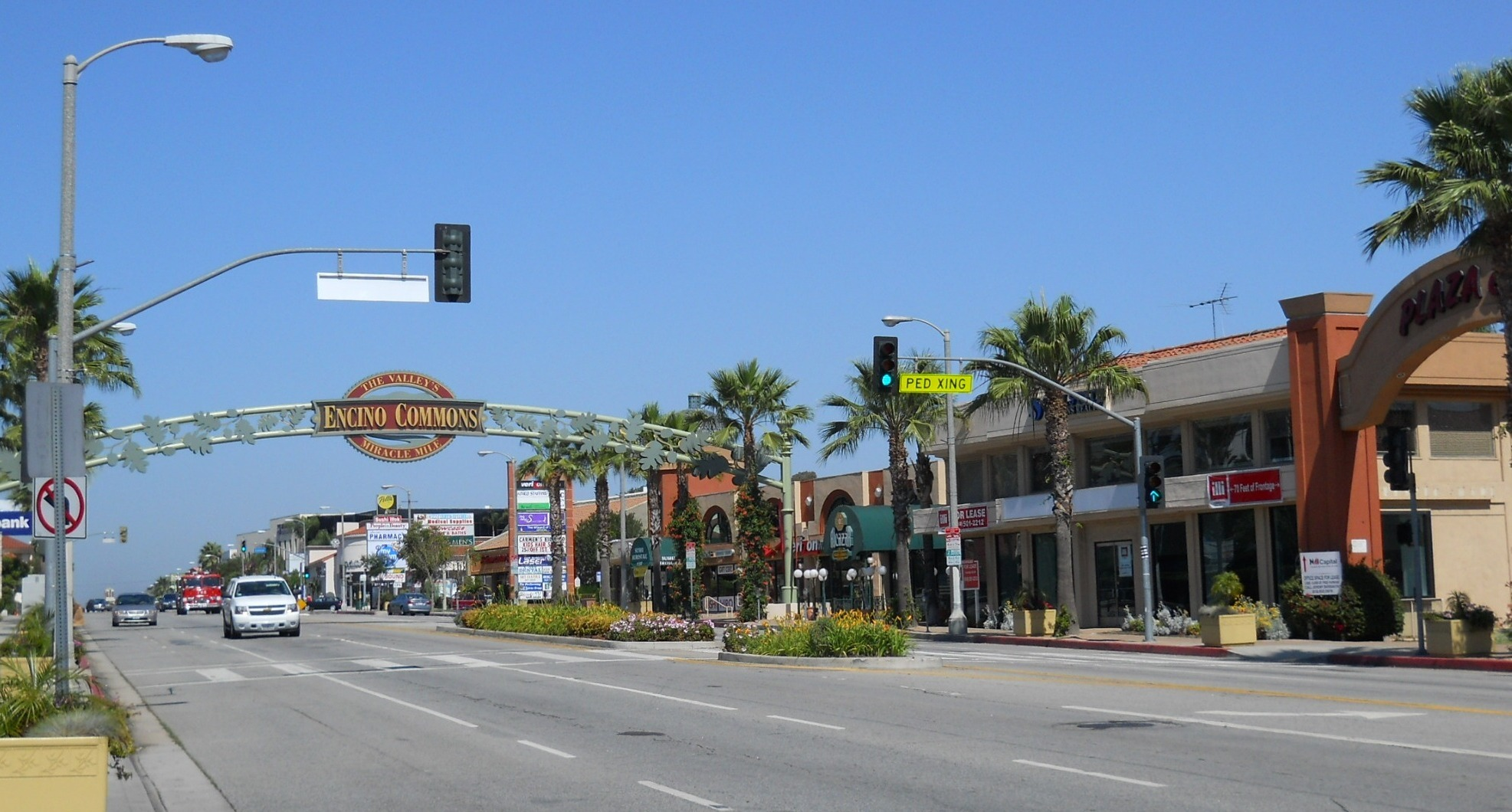
엔시노

엔시노(Encino)은 로스앤젤레스의 지역으로, 인구는 41,905명이다.